# Schronisko Górne obok Ruin Zamku w Ogrodzieńcu
Schronisko Górne obok Ruin Zamku w Ogrodzieńcu – jaskinia na Górze Janowskiego we wsi Podzamcze, w województwie śląskim, w powiecie zawierciańskim, w gminie Ogrodzieniec. Znajduje się w skale na północno-wschodnim krańcu skalnego muru przy hotelu nad Zamkiem Ogrodzieniec. Skała ta przez wspinaczy skalnych nazywana jest Wielbłądem, a wzniesienie, na którym znajduje się ten mur skalny jest najwyższym wzniesieniem Wyżyny Krakowsko-Częstochowskiej.

## Opis obiektu
Po północnej stronie Wielbłąda znajduje się igła skalna o nazwie Demon, i to w niej są dwa otwory Schroniska Górnego obok ruin Zamku w Ogrodzieńcu. Dolny, południowo-zachodni otwór jest łatwo dostępny, znajduje się bowiem nisko i wychodzi na łagodnie nachylone skały. Górny, północno-wschodni otwór znajduje się na pionowej ścianie i dostęp do niego wymaga wspinaczki. Różnica wysokości między dolnym i górnym otworem wynosi około 4 m.
Jest to typowa, myta rura skalna o dużej średnicy i okrągłym przekroju. Jest fragmentem większej jaskini, która uległa zniszczeniu. Rura powstała w strefie freatycznej. Ponad nią znajduje się druga rura o mniejszej średnicy i silnie spłaszczona. W około 1/3 swojej długości rury łączą się z sobą skalnym oknem. Schronisko jest suche, przewiewne i w całości widne. Jego dno to lita skała. W dnie głównej rury znajduje się kocioł eworsyjny i tylko on wypełniony jest próchniczno-glinowym namuliskiem. Brak roślin i zwierząt.

## Historia poznania i dokumentacji
Obok schroniska biegnie Szlak Orlich Gniazd. Schronisko znane jest od dawna i często odwiedzane. Jego ściany są wypolerowane od ubrań turystów i wspinaczy skalnych wchodzących do jego wnętrza. Po raz pierwszy opisał go Z. Biernacki w 1971 roku. A. Polonius w 2010 r. sporządził jego plan.

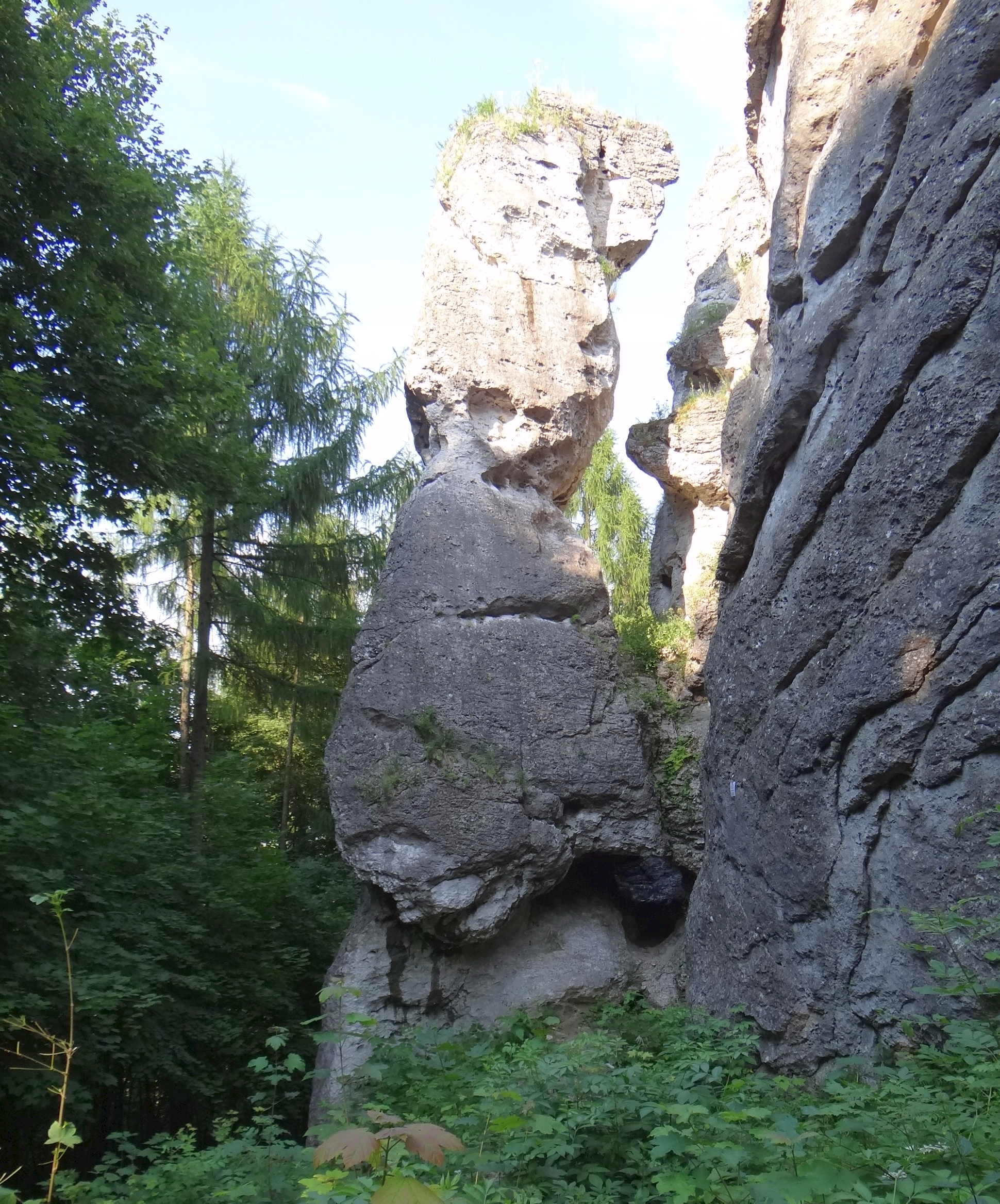
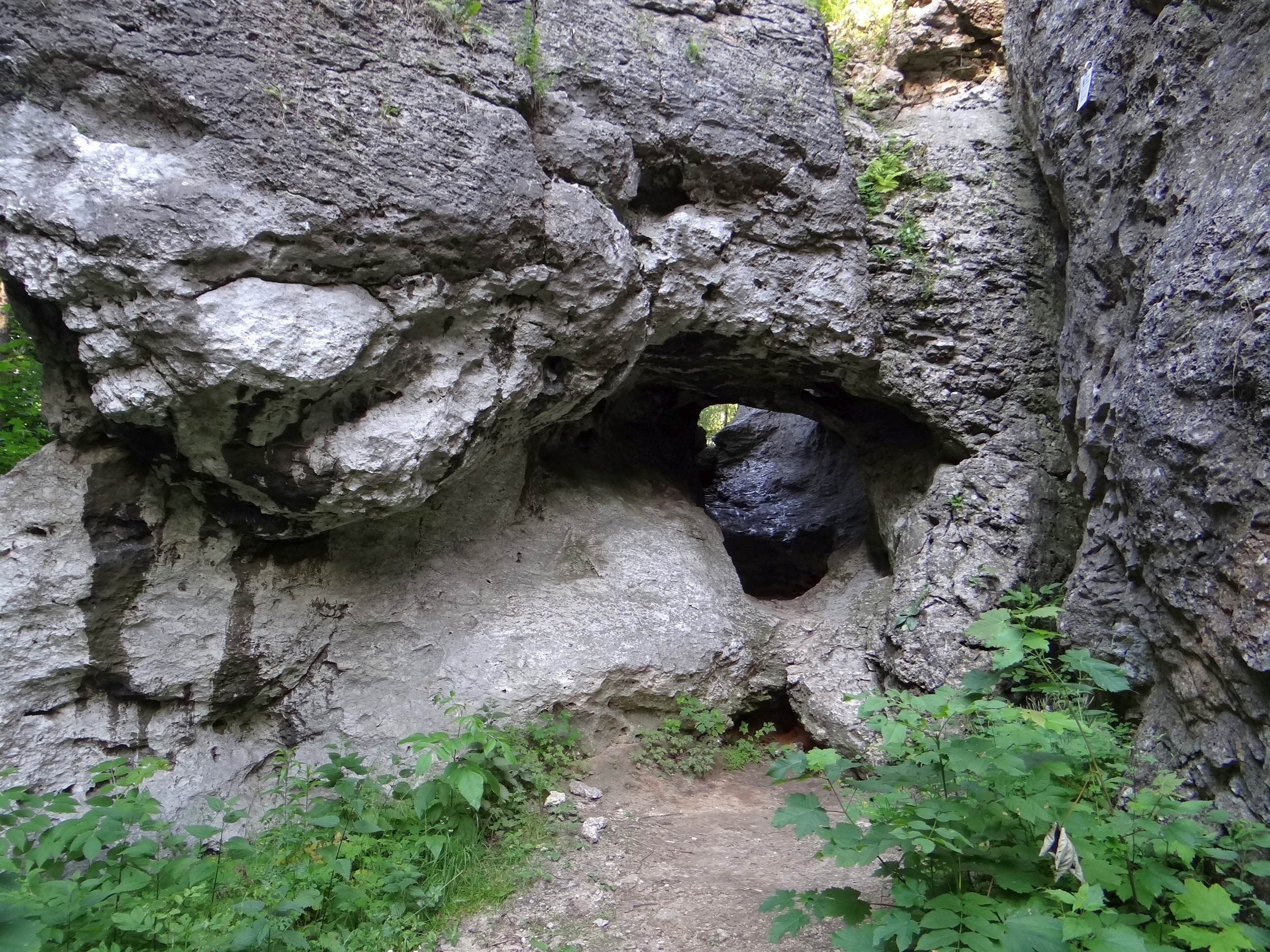
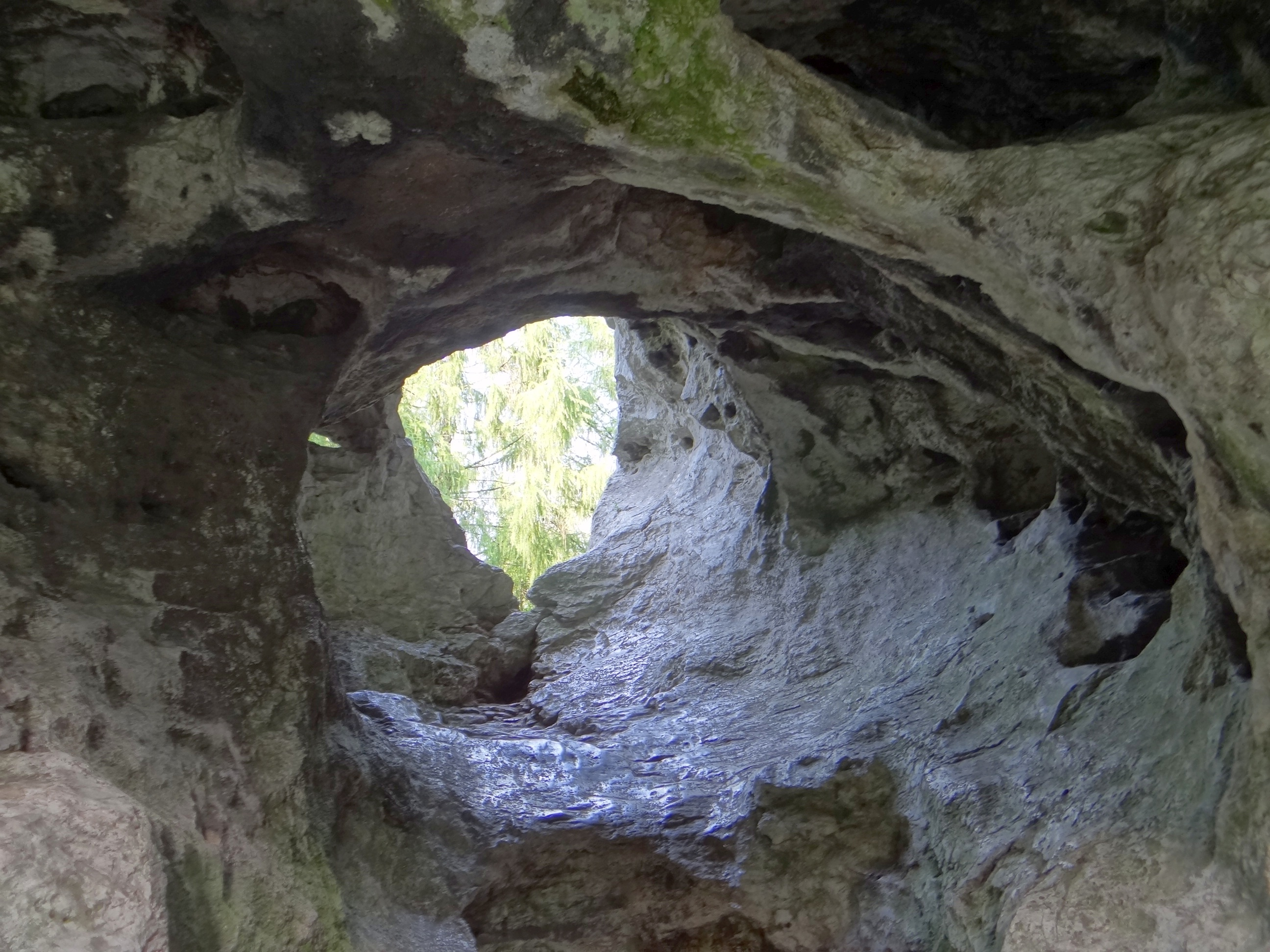
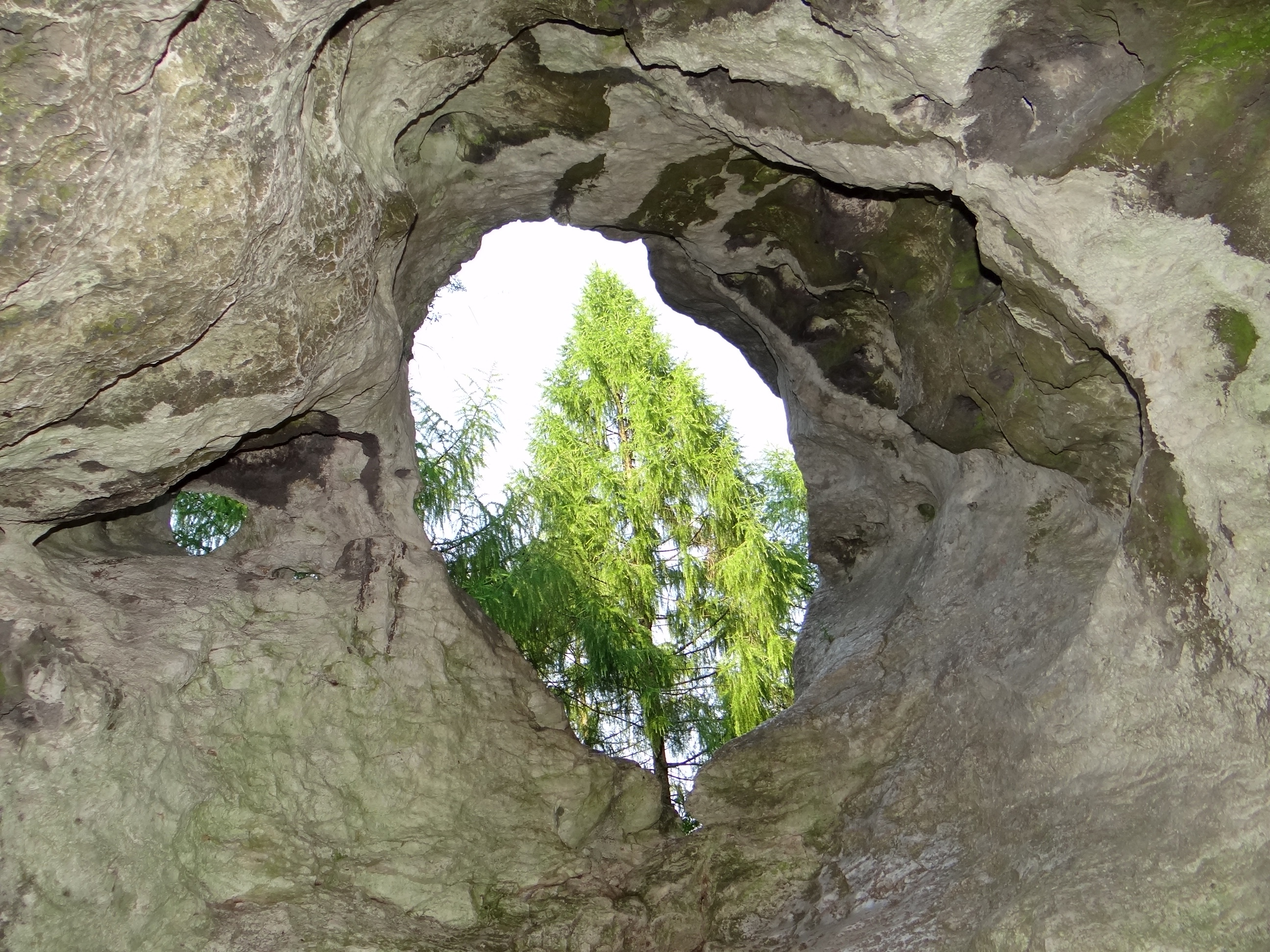

U północno-wschodnich podnóży skały Wielbłąd, poniżej Schroniska Górnego obok Ruin Zamku Ogrodzieniec, znajduje się jeszcze drugie schronisko – Schronisko obok Ruin Zamku w Ogrodzieńcu Pierwsze.